# Passenham
Passenham är en by i civil parish Old Stratford, i distriktet West Northamptonshire, i grevskapet Northamptonshire, i England. Byn är belägen 12 km från Towcester. Orten har 36 invånare (2009). Byn nämndes i Domedagsboken (Domesday Book) år 1086, och kallades då Pas(s)eham/Passonham.